# شون كاميرون
شون كاميرون (بالإنجليزية: Sean Cameron)‏ (26 يناير 1985 في الولايات المتحدة - ) هو لاعب كرة قدم أمريكي وغيانا في مركز الوسط. شارك مع منتخب غيانا لكرة القدم. أما مع النوادي، فقد لعب مع بيتسبورغ ريفرهوندز وأتلانتا سيلفرباكس وFort Lauderdale Strikers (2006–2016) ‏.

## وصلات خارجية
- شون كاميرون على موقع قاعدة بيانات كرة القدم.إي يو (الإنجليزية)
- شون كاميرون على موقع ناشيونال فوتبول تيمز (الإنجليزية)